# Yves Congar
Yves Marie-Joseph Congar (n. 8 aprilie 1904 Sedan, Ardennes, Franța - d. 22 iunie 1995, Paris, Franța) a fost un călugăr dominican, unul dintre cei mai influenți teologi catolici din secolul al XX-lea. Este cunoscut îndeosebi pentru lucrările sale de ecleziologie și de ecumenism. Mai întâi expus bănuielilor, apoi sancțiunilor autorităților bisericești, după aceea a fost reabilitat, numit expert la Conciliul Vatican II (1962-1965) și ridicat la cardinalat de către papa Ioan Paul al II-lea, în 1994.

## Biografie
Născut la 8 aprilie 1904, la Sedan, în departamentul Ardennes, a trăit Primul Război Mondial, umplând cinci caiete cu notițe și desene care oferă o trecere în revistă unică a istoriei războiului din punctul de vedere a unui copil (acest jurnal de război a fost publicat în 2001 ). A intrat la seminarul mic din Reims. Începând cu anul 1921 a studiat teologia la Institutul Catolic din Paris, unde a aprofundat gândirea tomistă, conform programei din epoca respectivă.

### Ecumenism și captivitate
După serviciul militar în 1925, a intrat la noviciatul dominicanilor din provincia franceză, la Amiens, apoi  și-a efectuat studiile din 1926 până în 1931, la mănăstirea Saulchoir, din Kain-la-Tombe, în Belgia, unde se punea accent pe istoria teologiei. Din 1928, el a resimțit o chemare de a lucra pentru unitatea tuturor creștinilor. Teza sa de lectorat în teologie se referă la Unitatea Bisericii (în franceză L’Unité de l’Église). Hirotonit preot la 25 iulie 1930, a început să predea ecleziologia la Saulchoir în 1932.
Începând din 1935 a fost secretar al importantei reviste Revue des sciences philosophiques et théologiques, a frecventat Jeunesse ouvrière chrétienne, apoi a lansat, în 1937, colecția Unam Sanctam la editura Cerf. Aici și-a publicat prima mare lucrare teologică, «Chrétiens désunis. Principes d'un „œcuménisme” catholique», în iulie 1937. Lucrarea va face epocă, dar Congar va deveni suspect în ochii Romei, unde ecumenismul era foarte rău văzut,, și care a interzis atunci orice participare la mișcarea ecumenică.
A fost mobilizat în 1939 ca sanitar în armata franceză. În 1940 a căzut în prizonieratul armatei germane și a fost internat în lagărul de prizonieri de război de la Colditz, unde a rămas până în 1945. Acolo a susținut conferințe în care a combătut ideologia nazistă.
Reîntors din captivitate, și-a reluat învățământul ecleziologic la Saulchoir, de data aceasta la Étiolles, aproape de Paris. Yves Congar a lucrat cu „înverșunare” și a publicat numeroase articole, articole de actualitate în revista Témoignage chrétien sau articole despre locul laicatului în sânul Bisericii. Congar se gândea, într-adevăr, că laicatul trebuie să-și primească locul de drept în această adevărată Biserică, Popor al lui Dumnezeu, și a participat de altfel ca expert la primul Congrès mondial pour l’apostolat des laïcs în 1951.

### Ani sumbri
După reîntoarcerea din prizonierat, în 1946, Yves Congar știa că a rămas suspect în ochii Curiei Romane. În 1950 a publicat lucrarea « Vraie et fausse réforme dans l’Église », una din cărțile sale cele mai importante, care, publicată cu puțin timp înainte de enciclica Humani generis, îl va face pe Congar și mai suspect în ochii Vaticanului, într-o epocă în care cuvântul „reformă” pare tabu.
Este epoca în care Pius al XII-lea, proclamă dogma  Înălțării cu Sufletul și cu Trupul la Cer a Preacuratei Fecioare Maria , proclamație care i-a scandalizat pe protestanți – în măsura în care această dogmă nu are referințe biblice - , și a înghețat, pe termen lung, relațiile ecumenice în devenire, deja anulate de publicarea Instructio Ecclesia catholica, care sfătuiește neparticiparea catolică la activitățile mișcării ecumenice. Această măsură a fost întărită, special pentru Congar, puțin timp după aceea. Totuși, lucrarea lui Congar « Vraie et fausse réforme dans l’Église » a contribuit, în mod cert, la posibilitatea însăși ținerii Conciliului Vatican II și se raportează faptul că Angelo Roncalli, viitorul Ioan al XXIII-lea, păstra această lucrare adnotată cu grijă în biblioteca sa.
Începând din februarie 1952 Congar a trebuit să prezinte cenzurii cele mai mărunte texte și referate ale sale. În 1953 a publicat o nouă lucrare de importanță în opera sa, « Jalons pour une théologie du laïcat », lucrare care trece de cenzura romană și schimbă imaginea pe care laicii o aveau în Biserica Catolică.
Congar a fost asociat de autoritățile romane chestiunii preoților-muncitori⁠(en)[traduceți], în rândul cărora avea prieteni, probabil pentru că conchise într-unul din articolele sale că «poți condamna o soluție dacă este falsă, dar nu condamni o problemă.» Yves Congar a fost apoi drastic marginalizat de superiorii săi, precum și de provincia sa dominicană și de diferiți teologi, între care se afla Marie-Dominique Chenu. 
În februarie  1954 a fost trimis, la propunerea sa, la École biblique de Jérusalem, înainte de a fi fost fixat în 1955 într-o mănăstire din Cambridge, unde restricțiile care i-au fost impuse îl vor face să compare această recluziune cu prizonieratul pe care-l suportase în vremea celui de-Al Doilea Război Mondial. La sfârșitul lui 1956 s-a mutat la mănăstirea dominicană din Strasbourg unde, sub protecția episcopului și exegetului sulpician Jean-Julien Weber, neputând lua parte la activitățile ecumenice, privat de dreptul de a preda la facultatea de teologie, a dus o activitate pastorală. Abia începând din 1960 reputația sa s-a ameliorat puțin câte puțin.

### Reabilitarea
După această condamnare la tăcere în cursul pontificatului papei Pius al XII-lea, a fost, în sfârșit, numit consultor al comisiei teologice de pregătire a Conciliului anunțat de papa Ioan al XXIII-lea, în 1960, alături de Henri de Lubac, apoi a participat la lucrările Conciliului Vatican II (1962-1965) ca expert (peritus). Jurnalul ținut de el în timpul conciliului a fost publicat în anul 2002. Începând cu 1963, eliberat de suspiciunea care apăsa asupra lui, Congar este recunoscut public și produce o sumă considerabilă de articole și de cărți. Călătorește în America Latină în august 1967 (Chile, Argentina, Brazilia), întâlnindu-l atunci pe episcopul de Talca, Manuel Larraín Errázuriz.
A participat astfel la reînnoirea teologiei catolice a secolului al XX-lea. Împreună cu Marie-Dominique Chenu, Henri de Lubac, Jean Daniélou și alții, Yves Congar a introdus istoria în metoda teologică. Prin publicațiile sale, prin colecția Unam Sanctam, creată în 1937, el a contribuit cu forță la ecleziologia contemporană.

### Influența sa
Pentru prima oară în istoria teologiei catolice, cu lucrarea « Chrétiens désunis. Principes d'un „œcuménisme” catholique » (1937), Yves Congar dă o valoare teologică pozitivă ecumenismului. „Această carte, de o foarte mare importanță, a încercat, pentru prima dată, să definească teologic ecumenismul. De o manieră novatoare, părintele Congar nu a mai văzut reunirea Bisericilor ca pe o simplă reîntoarcere la matcă a creștinilor necatolici, ci drept posibilitate a unei dezvoltări calitative a catolicității. De la Conciliul Vatican II se vorbește despre biserici locale și comunități ecleziale. Astfel a scris mult despre ecumenism și despre Biserică, inclusiv despre criza provocată de Societatea Sf. Pius al X-lea.
Influența sa a fost determinantă pentru Angelo Roncalli, viitorul papă Ioan al XXIII-lea, pe atunci nunțiu la Paris, care citise și adnotase lucrarea «Vraie et fausse réforme dans l'Église» (1950). De asemenea, papa Paul al VI-lea era familiarizat cu opera lui Congar. Tânărul Karol Wojtyła, viitorul papă Ioan Paul al II-lea, a fost și el influențat de opera lui Yves Congar, începând din 1946.
Yves Congar arăta aceeași pasiune pentru Biserică și pentru lumea contemporană. El a marcat, în mod profund, teologia secolului al XX-lea. Sprijinindu-se pe o cunoaștere profundă a istoriei și o frecventare asiduă a izvoarelor, îndeosebi din Sfânta Scriptură și din scrierile patristice, el a contribuit la pregătirea teologică a marilor texte ale Conciliului Vatican II, precum Dei Verbum, despre revelația lui Dumnezeu în istorie, Lumen Gentium, despre Biserică, ecumenism și rolul laicilor în răspândirea evangheliei.
La începutul anilor 1980 Yves Congar a fost spitalizat, fiind atins de mult timp de o gravă boală neurologică pe care a învins-o până atunci, dar care l-a împiedicat definitiv să lucreze începând cu 1984. A luat totuși, în 1984, apărarea nuanțată teologiei eliberării, scriind, pe acest subiect, cardinalului Ratzinger.
A fost creat cardinal (neelector în caz de conclav), de papa Ioan Paul al II-lea la consistoriul din 26 noiembrie 1994, cu titlul de cardinal-diacon de San Sebastiano al Palatino. 
A decedat la 22 iunie 1995 la Hôpital militaire des Invalides, la Paris.